# Nam Woo-hyun
Nam Woo-hyun (hay Nam Woo-hyeon, Hàn văn: 남우현, Hán tự: 南優鉉, Hán-Việt: Nam Ưu Huyễn, sinh ngày 8/2/1991), thường được biết đến với nghệ danh Woohyun, là một ca sĩ Hàn Quốc, thành viên nhóm nhạc INFINITE. Nam Woo-hyun ra mắt với vai trò ca sĩ vào ngày 9/6/2010 cùng nhóm nhạc nam INFINITE. Trước đó một thời gian ngắn, Woo-hyun đã xuất hiện trong chương trình thực tế "You're My Oppa" cùng 6 thành viên còn lại của INFINITE.

## Tiểu sử
Nam Woo-hyun sinh ngày 8/2/1991, là con út trong gia đình có 2 anh em. Quê của anh ở Chungcheong nhưng anh sinh trưởng tại Seoul.
Trước khi gia nhập vào Woollim Entertainment vào năm 2009, Woo-hyun từng là người mẫu cho Hello AMP và tham gia vào chương trình Hello Star và giành giải Ba. Anh tốt nghiệp Học viện Truyền thông và Nghệ thuật Dong-ah, chuyên ngành Âm nhạc Ứng dụng.

## Sự nghiệp
Từng mơ ước được làm cầu thủ nhưng vì lý do sức khỏe, ước mơ ấy của Woo-hyun đã không thành sự thực. Thay vào đó, sau khi nghe Stevie Wonder hát, anh đã thay đổi mơ ước của mình và mong muốn trở thành một ca sĩ. Anh tham gia thử giọng tại Woollim Entertainment cùng với hai công ty khác, một trong số đó là YG Entertainment Với ca khúc "Lately" của Stevie Wonder, Woo-hyun đã được chọn trở thành thực tập sinh của Woollim Entertainment vào tháng 5 năm 2009.

### 2010 - nay: Debut và hoạt động cùng INFINITE
Nam Woo-hyun trong INFINITE có vai trò là một trong những giọng ca chính. Trong khi trưởng nhóm Sung-gyu, ca sĩ chính còn lại, có giọng cao thì Woo-hyun có giọng hát trầm ấm hơn. Không chỉ đơn thuần là một giọng ca chính, Woo-hyun còn cùng với nhảy chính Ho-ya và Dong-woo thay phiên nhau đảm nhiệm vị trí tâm điểm trong các màn biểu diễn của INFINITE.
Khả năng ca hát của Woo-hyun được chính thức công nhận khi anh được mời tham gia chương trình "Immortal Songs 2". Tuy chỉ tham gia 7 tuần, nhưng Nam Woo-hyun đã chiếm được lòng yêu mến của nhiều khán giả cũng như các nghệ sĩ tham gia trong chương trình. Sau 5 tuần thi, Woo-hyun giành được chiến thắng đầu tiên vào ngày 29/10/2011 với ca khúc "A Chance Encounter".
Vào tháng 2 năm 2013, anh phát hành một bài hát song ca có tựa đề "Cactus" (선인장) với ca sĩ Indie Hàn Quốc, Lucia. Đây là bản cover của bài hát cùng tên của Epitone Project, và được đưa vào trong album dự án đặc biệt, Re; code.
Ngoài hoạt động ca hát, Nam Woo-hyun còn xuất hiện với vai trò diễn viên trong các bộ phim truyền hình. Anh đảm nhận vai chính trong bộ phim truyền hình Hi School Love On cùng với thành viên cùng nhóm là Lee Sung-Yeol và diễn viên nhí Kim Sae Ron.
Vào tháng 3/2012, Woo-hyun cùng thành viên Sung-gyu tham gia trong một vở hòa nhạc mang tên "Gwang-ha-mun Love Story" với vai Jiyoung - con trai nữ chính.

### 2014–2015: Toheart's debut
Vào ngày 20 tháng 2 năm 2014, SM Entertainment thông báo về việc thành lập một unit đặc biệt, Toheart, bao gồm Nam Woohyun và Shinee's Key.
Toheart ra mắt với mini album đầu tiên và ca khúc chủ đề Delicious vào ngày 10 tháng 3 và ra mắt trực tiếp vào ngày 12 tháng 3 thông qua MelOn Premiere Showcase.
Ngoài ra, Woohyun tham gia phát hành nhạc phim "When Love Comes" cho bộ phim truyền hình Modern Farmer của đài SBS vào ngày 24 tháng 10 năm 2014.
Bên cạnh đó, Woohyun hiện đang chơi ở vị trí tiền đạo cho câu lạc bộ bóng đá nổi tiếng của Hàn Quốc, FC Men. Trước đây từng chơi cho FC One, anh ấy được tuyển vào FC Men vào đầu năm 2015. Anh ấy đã có trận ra mắt bóng đá với FC Men vào ngày 17 tháng 5 năm 2015, trong một trận đấu từ thiện với Jeju United FC.

### 2016 - nay: Solo debut và hoạt động solo

#### 2016
Vào 9/5/2016, Woo-hyun chính thức trở thành nghệ sĩ solo với MV Nod Nod (Still I remember) cùng với mini album đầu tiên mang tên Write.., trong đó có một nửa số ca khúc do Woo-hyun sáng tác và viết lời. Album nhận được nhiều phản hồi tích cực từ các fan, 50000 bản đầu tiên đã cháy hàng nhanh chóng trước khi lên kệ chính thức vào ngày 10/5.
Tiếp đó, cũng vào năm 2016, Woo-hyun tiếp tục tham gia chương trình Immortal songs 2 và trở thành idol đạt được điểm số cao nhất với 439 điểm cùng ca khúc Last promise.

#### 2018
Vào 3/9/2018, Woohyun trở lại con đường solo với mini album thứ 2 Second Write.. với bản ballad chủ đề đồng sáng tác If only you are fine. Một nửa số bài hát trong album lần này cũng do Woohyun tham gia sáng tác và viết lời. Trong đợt quảng bá này, Woohyun cũng đã giành được chiến thắng đầu tiên trên show âm nhạc với tư cách nghệ sĩ solo.
Anh đã xuất hiện trong Happy together 4 với tư cách khách mời trên Ep 563. Woohyun một lần nữa trở thành khách mời trong Happy together 4 với tư cách là MC đặc biệt, thể hiện khả năng MC tốt của mình.
Bên cạnh đó anh còn tham gia vở nhạc kịch mang tên "I Love You, You're Perfect, Now Change" tại Osaka, Nhật Bản. Vở nhạc kịch là một vở hài kịch âm nhạc với nhiều chương trình từ thanh niên đến cao tuổi. Anh cònđược chọn tham gia một chương trình tạp kỹ nhiếp ảnh Photo People 2. Chương trình được quay ở Tokyo và được phát sóng vào ngày 11 tháng 6. Tiếp đó, Woohyun tham gia một vở nhạc kịch mang tên Barnum: The Greatest Showman, được tổ chức tại Seoul, Hàn Quốc từ tháng 8 đến ngày 28 tháng 10 năm 2018.
Nam Woohyun đã tổ chức Solo Concert đầu tiên "Arbor Day" từ ngày 2 đến ngày 4 tháng 11 tại Blue Square Hannam-dong và tất cả vé đã được bán hết sau hai phút. Vào ngày 26 tháng 10 năm 2018, vở nhạc kịch The Days phát hành, Woohyun tham gia vào dàn diễn viên của vở nhạc kịch, được tổ chức tại Bluesquare Interpark Hall ở Seoul từ ngày 22 tháng 2 đến ngày 6 tháng 5 năm 2019 với vai Kang Moo-young, nơi anh đóng vai một vệ sĩ tổng thống bị mất tích 20 nhiều năm trước cùng với một nữ đồng hành bí ẩn. Vào ngày 13 tháng 12 năm 2018, Woohyun cũng phát hành một single kỹ thuật số solo "A Song for you" mà anh đã biểu diễn trong Solo Concert của mình.

#### 2019
Vào ngày 12 tháng 2 năm 2019, anh tham gia ban giám khảo của Chương trình thử giọng TV Chosun Trot Miss Trot với tư cách là một trong những master, một chương trình sống còn mang tính cạnh tranh dành cho các nữ ca sĩ hát nhạc trot.
Woohyun phát hành mini album thứ 3 "A New Journey" vào ngày 7 tháng 5. Anh ấy bắt đầu Asian Concert tour của mình từ ngày 27 tháng 4, Đài Bắc sau Ma Cao vào ngày 2 tháng 6. Woohyun cũng tham gia vở nhạc kịch Mefisto với vai chính thực hiện từ ngày 25 tháng 5 đến ngày 28 tháng 7. Anh kết thúc concert solo thứ hai "Arbor Day 2" vào ngày 10 và 11 tháng 8 tại Seoul.
Ngày 24/10, Woohyun nhập ngũ theo nghĩa vụ quân sự bắt buộc, với tư cách là nhân viên phục vụ cộng đồng; anh ấy không thể phục vụ như một người lính tại ngũ do bị thương ở vai từ năm 2014. Anh đã phát hành đĩa đơn kỹ thuật số thứ hai của mình vào ngày 3 tháng 11 như một món quà cho người hâm mộ trong thời gian thực hiện nghĩa vụ quân sự.

#### 2021
Ngày 4 tháng 8 năm 2021, Woohyun chính thức hoàn thành nghĩa vụ quân sự của mình. Anh tổ chức Solo Concert Abor Day ON vào ngày 2 và ngày 3 tháng 10, tại concert, Woohyun cũng đã thông báo sẽ Comeback vào ngày 19 tháng 10 năm 2021. Và mini album thứ 4 của anh sẽ sớm phát hành.
Ngày 19 tháng 10 năm 2021, mini album thứ 4 "WITH" chính thức được phát hành, là lời hứa, món quà và lời cảm ơn chân thành nhất đến những người hâm mộ đã luôn chờ đợi anh và âm nhạc của anh trong suốt 2 năm vắng bóng vì nghĩa vụ quân sự. 3/6 bài hát  trong album do anh tham gia trực tiếp viết lời, bao gồm ca khúc chủ đề Calm & Passion, beside Alone và A Song for You.
Ngày 06 tháng 11 năm 2021, Woohyun tham gia Immortal Songs với bản cover ca khúc Please Comback Again của tiền bối VIBE.

## Đĩa nhạc

### Mini album
| Tựa đề         | Chi tiết album                                                                                            | Vị trí trên BXH | Vị trí trên BXH | Bán hàng |
| Tựa đề         | Chi tiết album                                                                                            | KOR             | US WORLD        | Bán hàng |
| -------------- | --- | --------------- | --------------- | -------- |
| Write..        | - Ngày phát hành: 9 tháng 5, 2016 - Hãng: Woollim Entertainment, CJ E&M - Định dạng: CD, digital dowload  | 2               | 9               | 83,677+  |
| Second Write.. | - Ngày phát hành: 3 tháng 9, 2018 - Hãng: Woollim Entertainment, Kakao M - Định dạng: CD, digital dowload | 2               |                 | 56,842+  |
| A New Journey  | - Ngày phát hành: 7 tháng 5, 2019 - Hãng: Woollim Entertainment, Kakao M - Định dạng: CD, digital dowload | 2               |                 | 44,629+  |

### Xếp hạng của một số bài hát khác
| Tựa đề                        | Năm  | Vị trí trên BXH | Vị trí trên BXH | Bán hàng (DL)  | Album        |
| Tựa đề                        | Năm  | KOR Gaon        | KOR Billboard   | Bán hàng (DL)  | Album        |
| ----------------------------- | ---- | --------------- | --------------- | -------------- | ------------ |
| "Time" (시간아)               | 2011 | 176             | —               |                | Over the Top |
| "Close My Eyes" (눈을 감으면) | 2014 | 73              | 99              | - KOR: 32,522+ | Season 2     |
| "Write.."                     | 2016 | 109             | —               | - KOR: 16,798+ | Write..      |
| "Passerby" (그 사람)          | 2016 | 68              | —               | - KOR: 28,605+ | Write..      |
| "Nostalgia" (향기)            | 2016 | 71              | —               | - KOR: 28,009+ | Write..      |
| "Gravity"                     | 2016 | 72              | —               | - KOR: 27,837+ | Write..      |
| "Stand by Me"                 | 2016 | 77              | —               | - KOR: 26,943+ | Write..      |

### Tham gia sáng tác
| Năm  | Bài hát                                | Nghệ sĩ      | Album            |
| ---- | -------------------------------------- | ------------ | ---------------- |
| 2013 | "Beautiful"                            | Infinite     | New Challenge    |
| 2014 | "Close My Eyes" (눈을 감으면)          | Infinite     | Season 2         |
| 2014 | "Together" (함께)                      | Infinite     | Grow OST         |
| 2016 | "Everyday"                             | Nam Woo-hyun | Write..          |
| 2016 | "Scent" (향기)                         | Nam Woo-hyun | Write..          |
| 2016 | "Gravity"                              | Nam Woo-hyun | Write..          |
| 2016 | "Stand by Me"                          | Nam Woo-hyun | Write..          |
| 2018 | "If Only You Are Fine" (너만 괜찮다면) | Nam Woo-hyun | Second Write..   |
| 2018 | "You're My Lady"                       | Nam Woo-hyun | Second Write..   |
| 2018 | "I Love You" (사랑해)                  | Nam Woo-hyun | Second Write..   |
| 2019 | "Hold on Me" (featuring Junoflo)       | Nam Woo-hyun | A New Journey    |
| 2019 | "Rain"                                 | Nam Woo-hyun | A New Journey    |
| 2019 | "Stranger"                             | Nam Woo-hyun | A New Journey    |
| 2019 | "Flower"                               | Nam Woo-hyun | A New Journey    |
| 2019 | "When Fall Comes " (가을이 오면)       | Nam Woo-hyun | Non-album single |

## Solo Concert và Tours

### Concert Tour

#### Arbor Day
| City               | Hội trường                       | Ngày                | Năm  |
| ------------------ | -------------------------------- | ------------------- | ---- |
| Seoul, South Korea | Blue Square iMarket Hall         | November 2, 3 and 4 | 2018 |
| Taipei, Taiwan     | TICC                             | April 27            | 2019 |
| Macau              | Broadway Theatre, Broadway Macau | June 2              | 2019 |

#### Arbor Day 2
| City               | Hội trường               | Ngày                | Năm  |
| ------------------ | ------------------------ | ------------------- | ---- |
| Seoul, South Korea | Jamsil Student Gymnasium | August 10 and 11    | 2019 |
| Tokyo, Japan       | Toyosu PIT               | September 19 and 20 | 2019 |

#### Abor Day ON
Concert tổ chức online trong 2 ngày 2 và 3 tháng 10 năm 2021.

### Fan Meeting
| City               | Hội trường | Ngày       | Năm  |
| ------------------ | ---------- | ---------- | ---- |
| Seoul, South Korea | KBS Arena  | October 19 | 2019 |

## Giải thưởng và đề cử
Xem thêm: Giải thưởng và đề cử của Infinite

### Golden Disc Awards
| Năm  | Nominee / work | Award              | Result |
| ---- | -------------- | ------------------ | ------ |
| 2017 | Write..        | Disc Bonsang Award | Đề cử  |

### Soribada Best K-Music Awards
| Năm  | Nominee / work | Award                 | Result   |
| ---- | -------------- | --------------------- | -------- |
| 2019 | A New Journey  | Male Popularity Award | Đề cử    |
| 2019 | A New Journey  | Art-Tainer Award      | Đạt giải |